# Riccardo Molinari

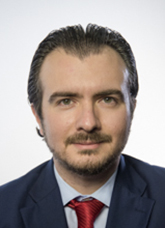
Riccardo Molinari (2018)

Riccardo Molinari (geboren 29. Juli 1983 in Alessandria) ist ein italienischer Politiker.

## Werdegang
Molinari studierte Rechtswissenschaften an der Universität Genua. Sein Studium schloss er 2008 mit der Laurea ab. Anschließend praktizierte er als Rechtsanwalt.
Seine politische Karriere begann 1999 mit dem Beitritt zu der von Umberto Bossi geführten Lega Nord. Molinari engagierte sich zunächst in der Jugendorganisation der Partei, die er auf Provinzebene bis 2010 leitete. Anschließend übernahm er die Funktion des Parteisekretärs in der Provinz Alessandria. 2010 kandidierte Molinari erfolgreich für die Lega Nord bei den Regionalratswahlen in der Region Piemont, bei der sich Roberto Cota gegen Mercedes Bresso als Präsidentschaftskandidat einer Mitte-Rechts-Koalition durchsetzen konnte. Bis Januar 2012 war Molinari Vizepräsident des Regionalparlaments. Er musste von seinem Amt zurücktreten, nachdem der Kassationsgerichtshof in Rom entschieden hatte, dass sein Amt als Vizepräsident nicht mit seinem Amt als Geschäftsführer der öffentlichen Fördereinrichtung für Studenten der Region Piemont „EDISU“ (Ente Regionale per il diritto allo Studio Universitario del Piemonte) vereinbar sei.
Im März 2013 wurde er zum Assessor der von Ministerpräsident Cota angeführten Regionalregierung ernannt. Molinari war zuständig für Lokalbehörden, Sicherheit, Lokalpolizei und Universitäten. Dieses Amt füllte er bis zum Ende der Legislaturperiode im Mai 2014 aus. Im gleichen Jahr ernannte ihn Matteo Salvini zum stellvertretenden Parteisekretär der Lega Nord. Im Februar 2016 löste er Roberto Cota als Parteisekretär der Lega Nord in der Region Piemont ab.
Von 2017 bis 2018 war Molinari Assessor im Gemeinderat seiner Heimatstadt Alessandria und unter anderem zuständig für wirtschaftliche Entwicklung, Arbeit und Tourismus. Bei den Parlamentswahlen 2018 trat er für die Lega erfolgreich für einen Sitz in der Abgeordnetenkammer an. In der anschließenden XVIII. Legislaturperiode war Molinari Fraktionsvorsitzender der Lega in der Abgeordnetenkammer. Bei den Parlamentswahlen 2022 erlangte er ein Direktmandat für die Abgeordnetenkammer im Wahlkreis Alessandria.